# Krämerstraße (Düsseldorf)
Die Krämerstraße gehörte neben der Altestadt zu den beiden Straßen in der Altstadt von Düsseldorf, die bereits zum Zeitpunkt der Stadternennung 1288 vorhanden waren. Die Straße wurde damals vermutlich Am Ufer genannt. Sie lag hinter der westlichen Stadtbegrenzung vor dem Rheinufer. Die Bebauung der Straße änderte sich mehrmals im Laufe der Geschichte. Nach 1945 wurde die Gebäudeflucht nach Osten zurückgenommen und die bis zum Krieg noch bebaute Ostseite der Straße weitgehend für die Neugestaltung des Rheinuferbereiches verwendet. Die Straße wurde dadurch überflüssig und durch einen Ratsbeschluss vom 28. März 1968 aufgehoben.

## Lage

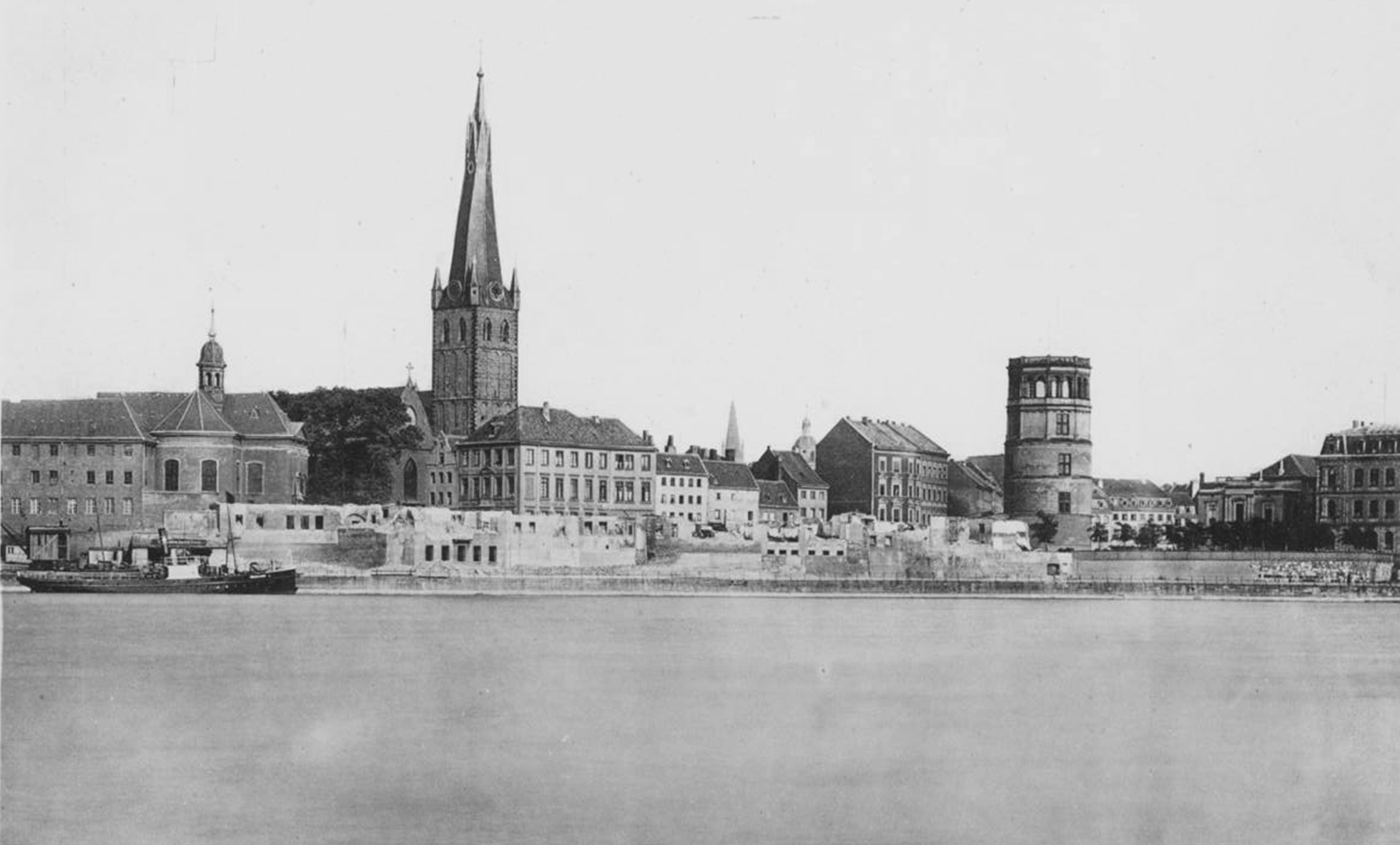
Abbruch des Häuserblocks am rechten Rheinufer vor der Lambertuskirche (1898)

Die Krämerstraße lag bezogen auf die aktuellen Verhältnisse zwischen Burgplatz in Höhe des Schlossturms und dem Emilie-Schneider-Platz im Bereich des Schlossufers vor der Josephskapelle. Genauere Daten und Angaben für den Zeitpunkt der Anlegung der Straße und der ersten Bebauung vor dem 13. Jahrhundert liegen nicht vor. Überwiegend wird angenommen, dass zum Zeitpunkt der Stadtgründung nur der östliche Bereich der Straße bebaut war. Die westliche Begrenzung war die Stadtmauer oder deren Vorläufer, ein Erdwall zwischen Rheinufer und dem ursprünglichen Dorf.
Der Beginn der Straße lag im Bereich der Altestadt, da „Junker Schöllers Haus“ unter „Aldt Stadt und achtern der mauren“ im Landsteuerbuch von 1632 aufgelistet wurde. Die Straße endete südwestlich im Bereich einer befestigten Hofanlage aus der sich die Burg der Grafen von Berg entwickelte und eine Brücke über die Düssel angelegt war. Von der Krämerstraße aus war damals bereits ein Zugang zum Rheinufer, die Lindentrappenpforte, vorhanden. Über diese Pforte war der Rhein für die Fischer zugänglich und wurde der Transport von Gütern von und zu den Rheinkähnen durchgeführt. Ein Foto aus der 2. Hälfte des 19. Jahrhunderts zeigt noch eine Rampe, die vom ehemaligen Tor zum Rheinufer hinunter führte.
An der Stelle wo heute das Haus der Familie Kampes am Burgplatz 28 steht (ehemalige Gaststätte „Am Schlossturm“, heute „D-Town“), begann damals die Krämerstraße in Höhe des Schlossturms.

## Geschichte

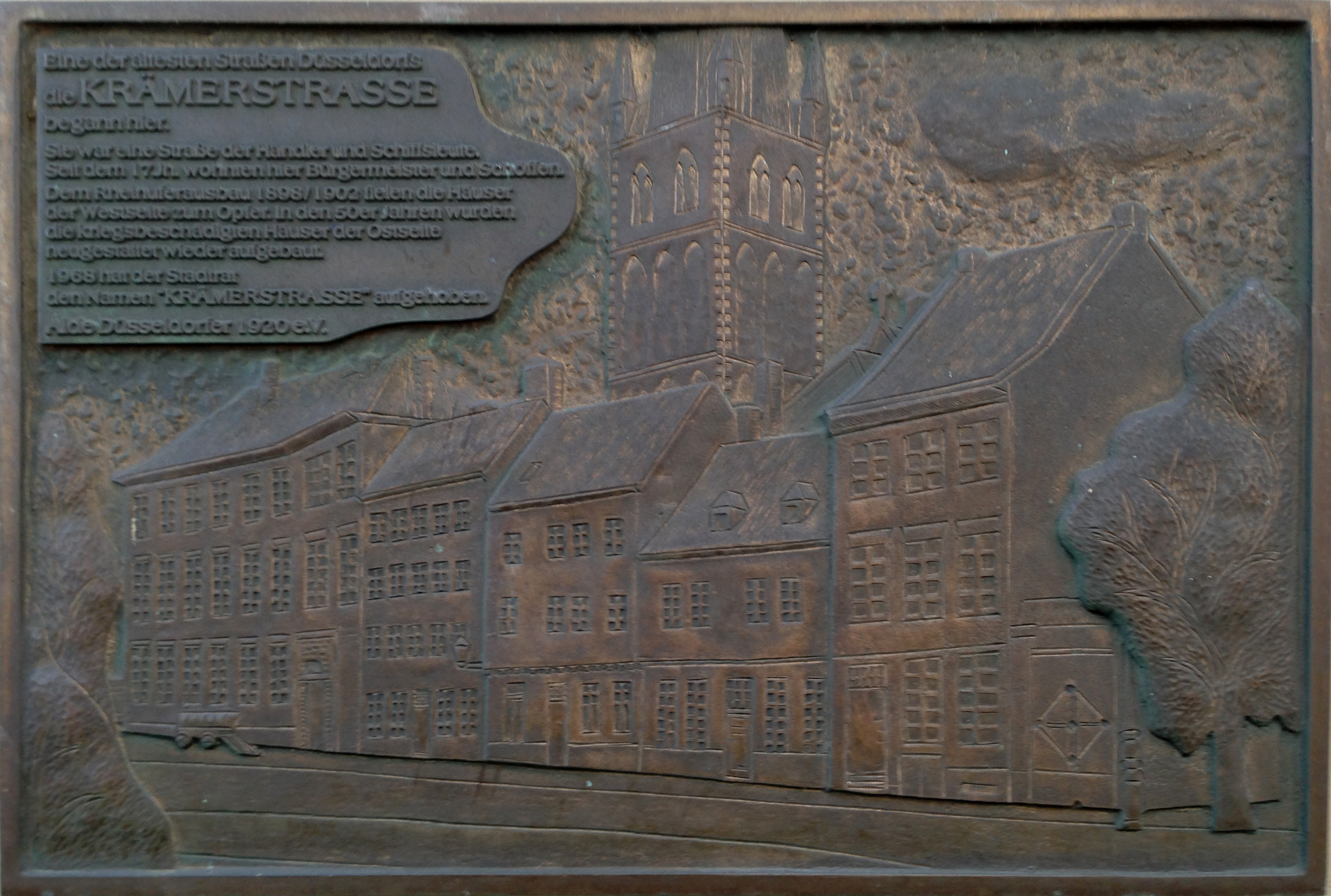
Tafel am Haus Burgplatz 28

Wie bereits angeführt endete die Krämerstraße im Bereich der späteren Burg. Fundamente einer Brücke, die von der Krämerstraße über die Düssel und den Wassergräben der Burg zum Gelände davor führten, wurden im 19. Jahrhundert freigelegt. Die frühsten urkundlichen Nachweise für diese Brücke sind von 1353 und 1355.

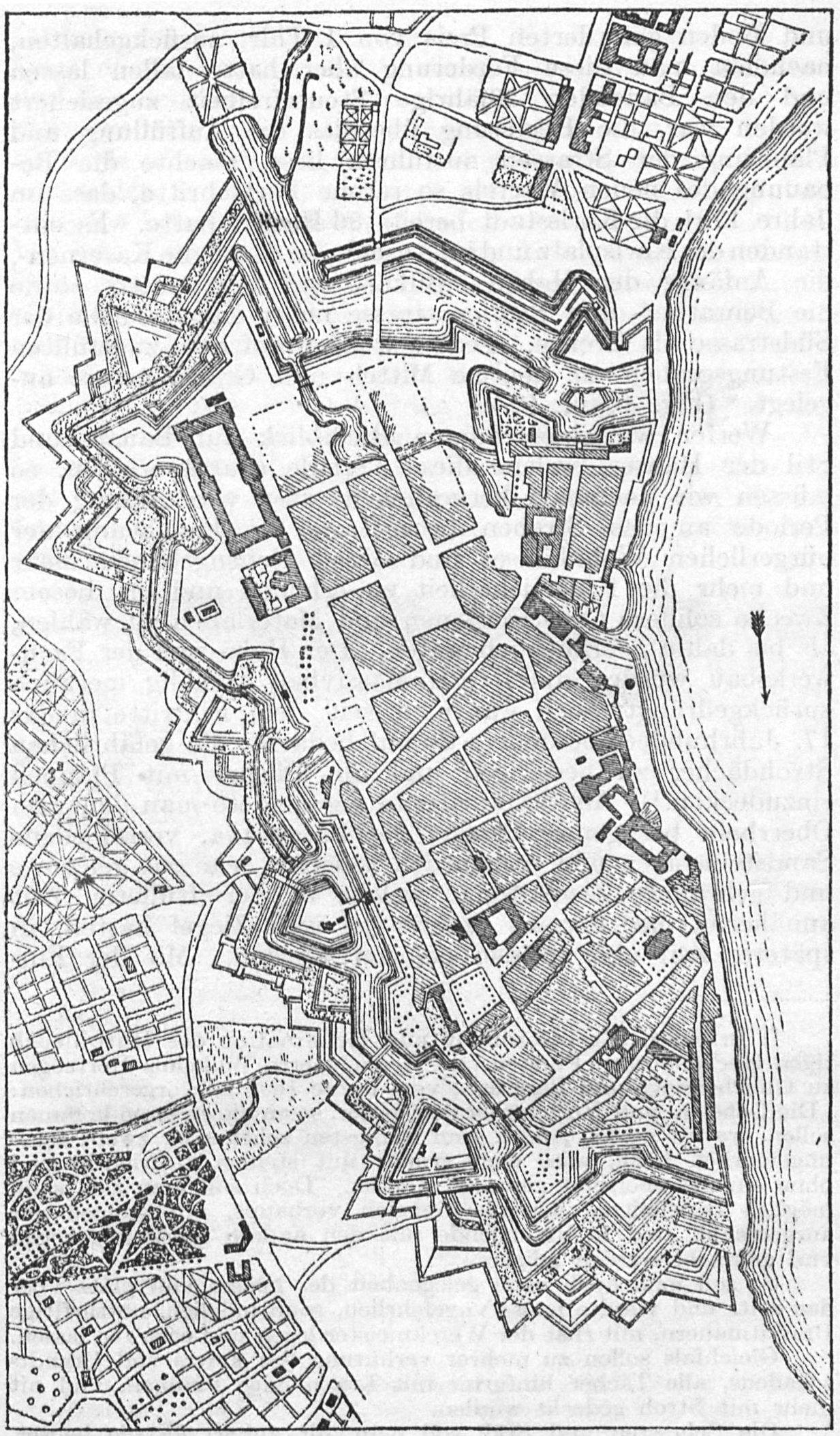
Stadtgebiet 1796, Krämerstraße: in der unteren Hälfte ab linker unterer Begrenzung des Schlosses schräg zum Rheinufer verlaufend

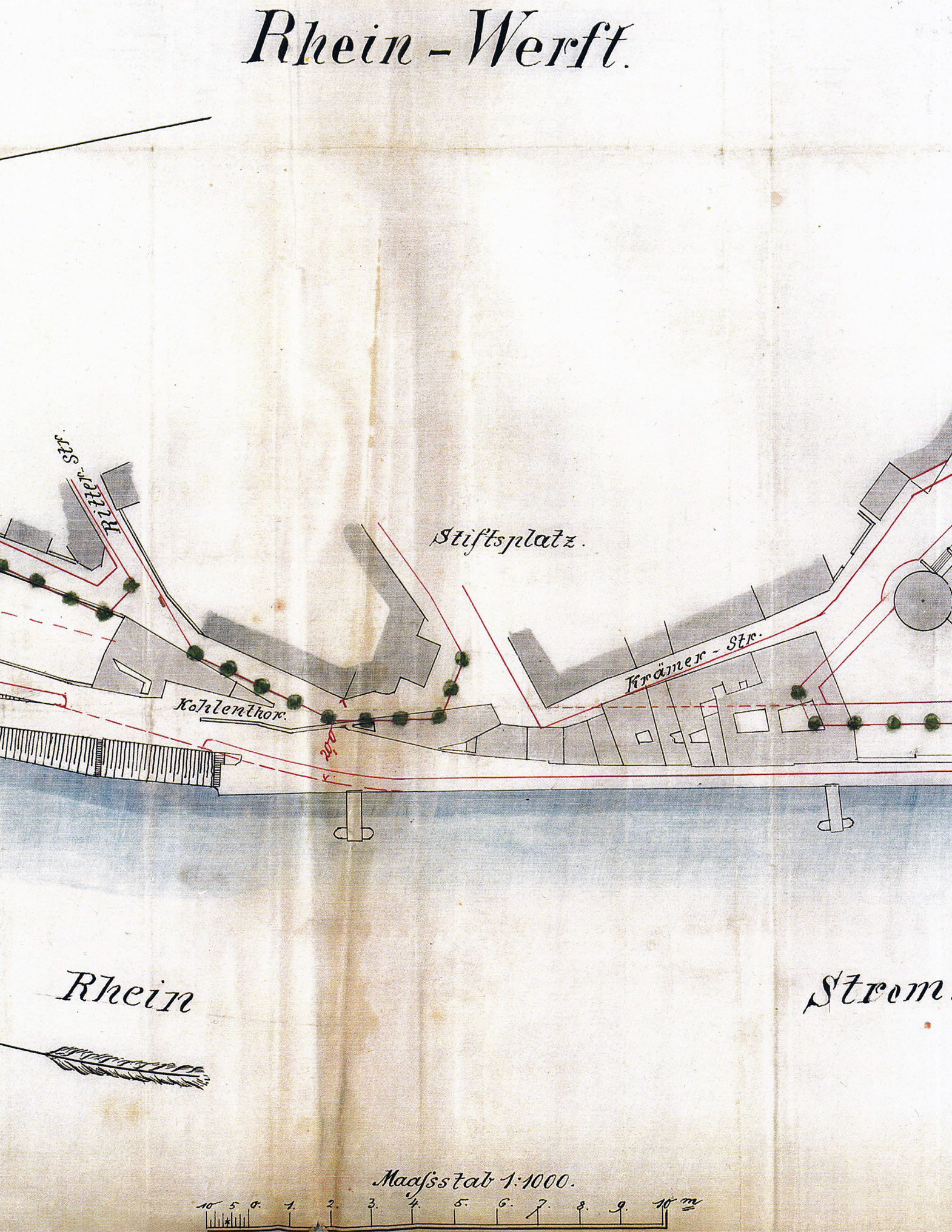
Rhein-Werft 1889

Die Krämerstraße endete vor der ersten Stadterweiterung ab 1384 etwa 35 m weiter nördlich im Bereich des Schlossturmes und des dort gelegenen Südtores der ersten Stadtbefestigung. Später, dies ist in allen Stadtskizzen und Stadtplänen vom 16. Jahrhundert bis 1945 ersichtlich, lag das letzte Gebäude auf der Ostseite in Höhe der Mühlenstraße. Der Burgplatz war kleiner als aktuell und begann erst ab Höhe der Mühlenstraße.
Die ersten Gebäude auf der Ostseite der Straße wurden von Handwerkern und Händlern mit ihren Läden bewohnt. Letztere waren damit die Namensgeber der Straße. Im Bereich der nördlichen Verlängerung, aktuell hinter dem Emilie-Schneider-Platz, lag sowohl das Stadthaus wie auch die Lindentrappenpforte über die Fischer und Händler die „alte Werft“ und damit den Rhein von der Stadt aus erreichten. Auch der erste Markt von Düsseldorf lag am Anfang von Altestadt und Krämerstraße und vor dem Stadthaus. Dies gilt auch für einen Zollturm, der nach der Verlegung des Rheinzolles 1380 nach Düsseldorf bis zur Verlegung der Zollerhebung zur Zollstraße im Bereich dieser nördlichen Verlängerung der Krämerstraße und der dortigen Stadtmauer lag.
Mit der Verdichtung der Bebauung in der Altstadt wurden auch auf der Westseite der Krämerstraße Gebäude errichtet. Der Besuch eines Gebäudes in der Krämerstraße durch Herzog Johann von Jülich, Kleve und Berg ist für den 30. Mai 1537 belegt.
Nordöstlich vom Stadthaus lag der Pulverturm, der 1634 explodierte. Durch die Nähe zum Pulverturm wurden besonders im nördlichen Bereich der Krämerstraße und am Anfang der Altestadt, die dortigen Gebäude bei der Explosion überwiegend völlig zerstört. Die Schäden müssen großflächig gewesen sein. Noch für 1642 wurde angeführt, dass zwischen Rheinufer und der St. Lambertus-Kirche „nun ein freier Platz sei“. Der nachfolgende Wiederaufbau erfolgte relativ langsam, da der Dreißigjährige Krieg noch nicht beendet und die finanziellen Möglichkeiten in der Kriegszeit begrenzt waren. Die Bebauung wurde beim Wiederaufbau im nördlichen Bereich der Krämerstraße offensichtlich geändert. Die Rückseiten der neuen Häuser auf der Westseite waren nun gleichzeitig Bestandteil der Stadtmauer. Nur durch eine andere Bebauung in diesem Bereich wird erklärbar, warum Jonker Schöllers Haus statt im Nordwesten nun südöstlich auf einem neuen Grundstück in unmittelbarer Nähe der St.-Lambertus-Kirche gebaut wurde.
Der Stadtplan von 1796 zeigt eine beiderseitige Bebauung, die auf der Westseite durch das Kohlentor, der spätere Name der Lindentrappenpforte, einen Zugang zum Rhein hatte.
Waren es zuerst überwiegend einfache Bürger, die an der Straße ihre Häuser hatten, so siedelten sich später auch begüterte Personen an. Im Landsteuerbuch von 1632 werden bereits einige Gutsbesitzer, die vor der Stadt ihre Güter hatten, der Schultheis Caspar und einige Adelige als Hausbesitzer angeführt. Auch H. Ferber führt in seinem Buch von 1889 viele hochgestellte Hauseigentümer an. Als nach 1898 für den Bau der Rheinuferstraße mit der Vorschiebung des Rheinufers die gesamte Bebauung auf der Westseite der Verbreiterung des Rheinufers weichen musste, blieben nur noch die Häuser auf der Ostseite stehen. In diesen Häusern waren um 1900 noch 4 Läden und 1 Lokal nachweisbar.

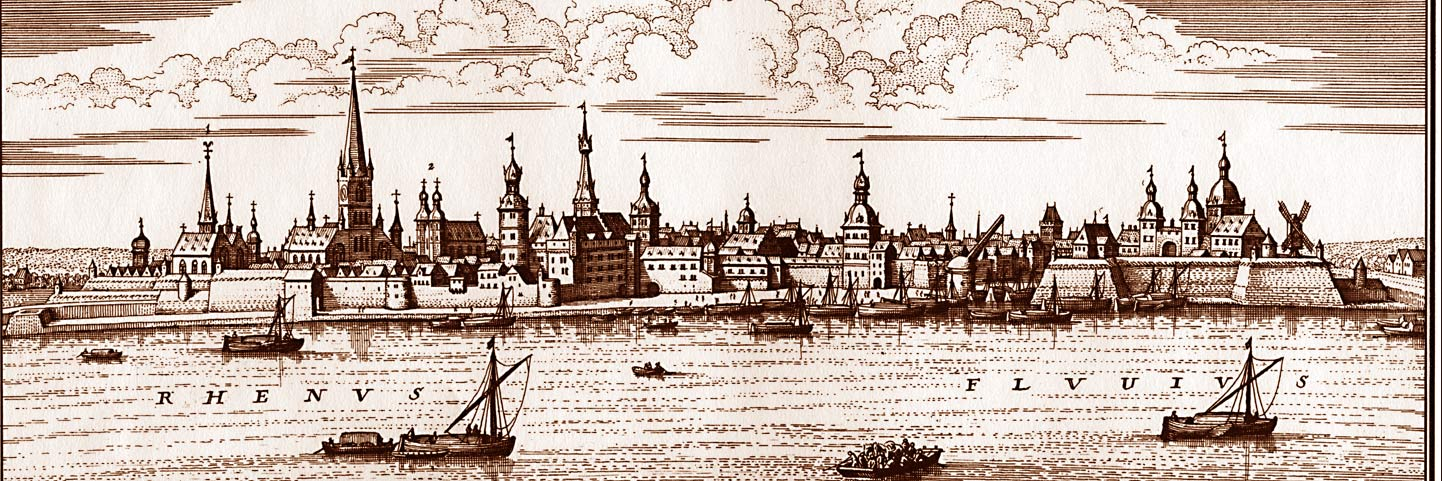
Stadtmauer vor der Krämerstraße, links ab Schloss (1647)
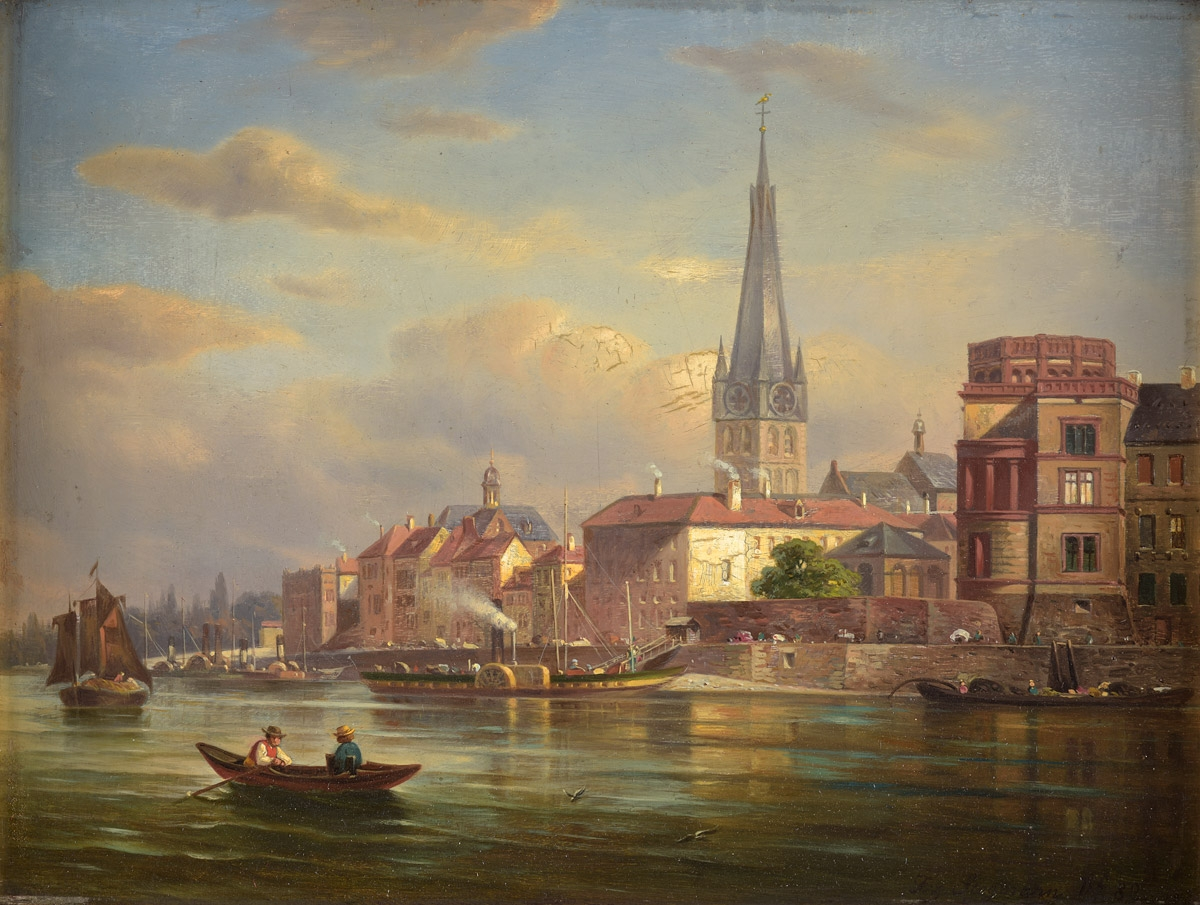
Rheinfront mit Krämerstraße und Rampe, rechts das Düsseldorfer Schloss, Franz Stegmann (1882)
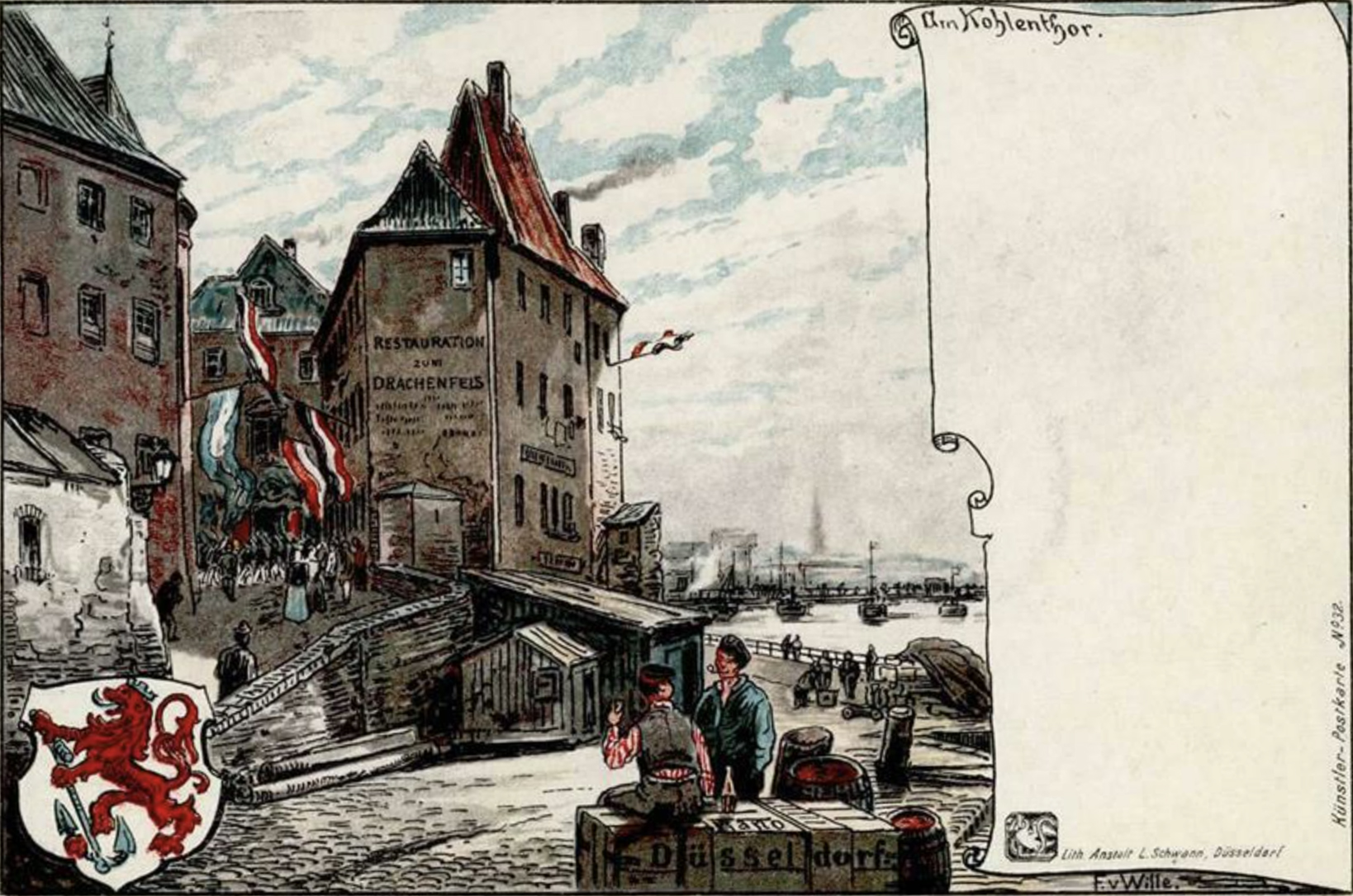
Am Kohlentor mit Haus Zum Drachenfels, Künstler-Postkarte Fritz von Wille (vor 1900)
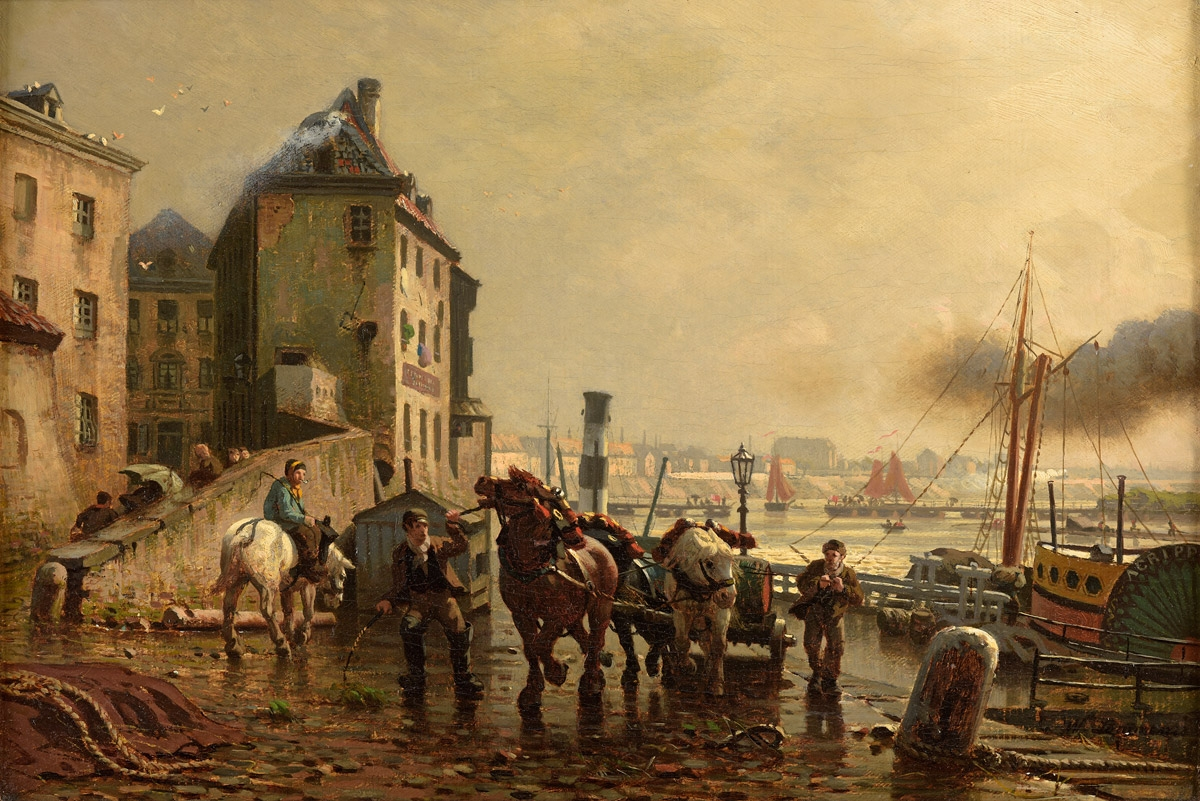
Das Kohlentor zu Düsseldorf, Wilhelm Lommen (vor 1895)
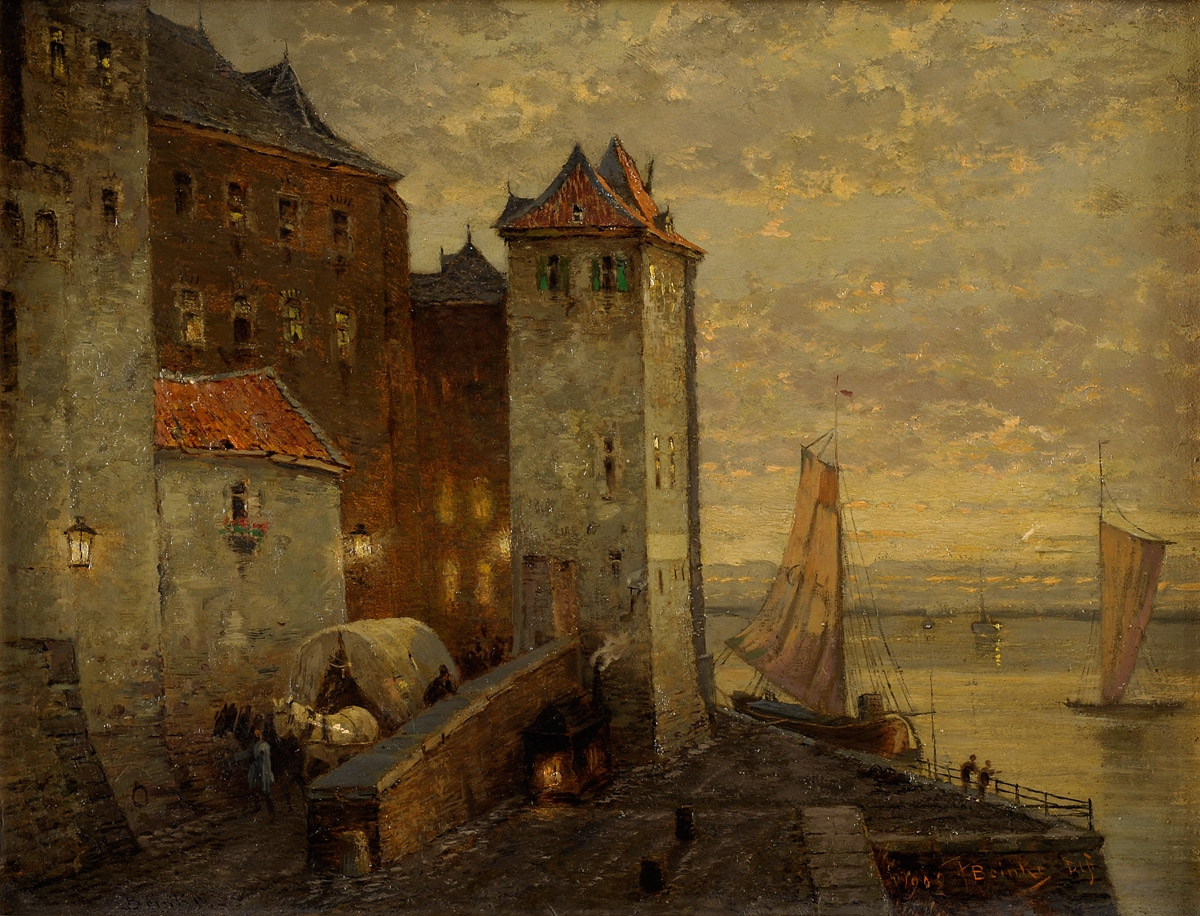
Das alte Kohlentor in Düsseldorf, Fritz Beinke (1902)
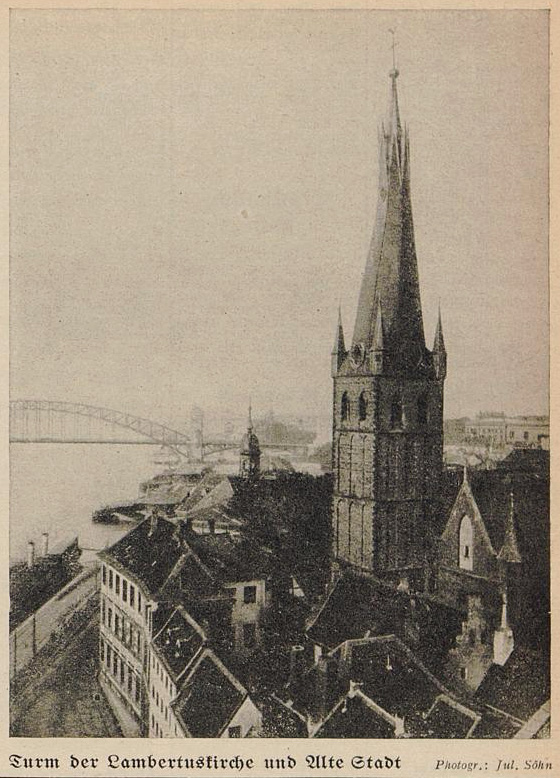
Turm der Lambertuskirche, davor die Krämerstraße, Foto Julius Söhn (1937)

## Bebauung
Von der ersten Bebauung liegen keine genaueren Informationen vor. Erste konkrete Daten und Namen von Eigentümern für die Krämerstraße sind im Landsteuerbuch von 1632 dokumentiert. Wie bei vielen Häusern in der Altstadt wurden ab diesem Zeitpunkt auch einige Häusernamen überliefert.
Für die Westseite der Krämerstraße sind dies: Nr. 1: Drachenfels, Nr. 7: Im eisernen Kreuz, Nr. 11: In den sieben Sternen und Nr. 15: Zum Elephanten. Für Haus Nr. 19, dem letzten auf dieser Seite vor dem Schloss, ist bekannt, dass dieses zeitweise das „Fürstliche Knaben- und Pagenhaus“ war. 1699 wurde in diesem Gebäude ein großer Ballsaal eingerichtet. Von 1825 bis 1897 war in diesem Gebäude das Leihhaus der Stadt untergebracht. Das Haus Drachenfels lag neben dem Kohlentor und in ihm wurde im 19. Jahrhundert bis zum Abriss um 1900 eine Wirtschaft Zum Drachenfels betrieben. Dieses Lokal war auch der Wartesaal für Reisende, die Rheinschiffe für ihre Reisen benutzten und hier auf die Information der bevorstehenden Abfahrt der Schiffe warteten.
Die Häuser Nr. 4 und 6 auf der Ostseite der Krämerstraße lagen seit ihrem Bau nach der Explosion des Pulverturmes mit ihrer Vorderfront in der Verlängerung der Altestadt, Richtung Rheinufer, schräg gegenüber der Josephskapelle. Nr. 4 war das Eckhaus und dieses Gebäude wurde nach 1634 von Jonker Schöller als Ersatz für das Haus, das auf der Westseite lag und 1634 völlig zerstört worden war, neu errichtet. Das Haus, nun auf der Ostseite gelegen, gehörte noch 1645 Freiherr von Schöller. Zu Beginn des 18. Jahrhunderts war dieses Haus bereits wieder baufällig und wurde 1713 für den Hofmaler Douven neu errichtet. Weiteres hierzu unter Douvenhaus. Das nächste Haus Nr. 6 wurde Zur Stadt Rom genannt und lag gleichfalls vor der St. Lambertus-Kirche. Die Häuser, die vor dem Hauptportal der Kirche lagen, wurden bei der größeren Umgestaltung der Altstadt in den 1830er Jahren bereits abgerissen und damit der Zugang zur Kirche deutlich verbessert.
Die Häuser Nr. 8 bis 18 waren vornehme Bürgerhäuser, die wieder auf der normalen Ostseite der Krämerstraße lagen. Im Haus Nr. 18, dem letzten im Schlossbereich, wohnten bis 1816 für längere Zeit die Grafen und Freiherrn von Hochstede, die hohe Positionen am herzoglichen Hof und im Herzogtum hatten.

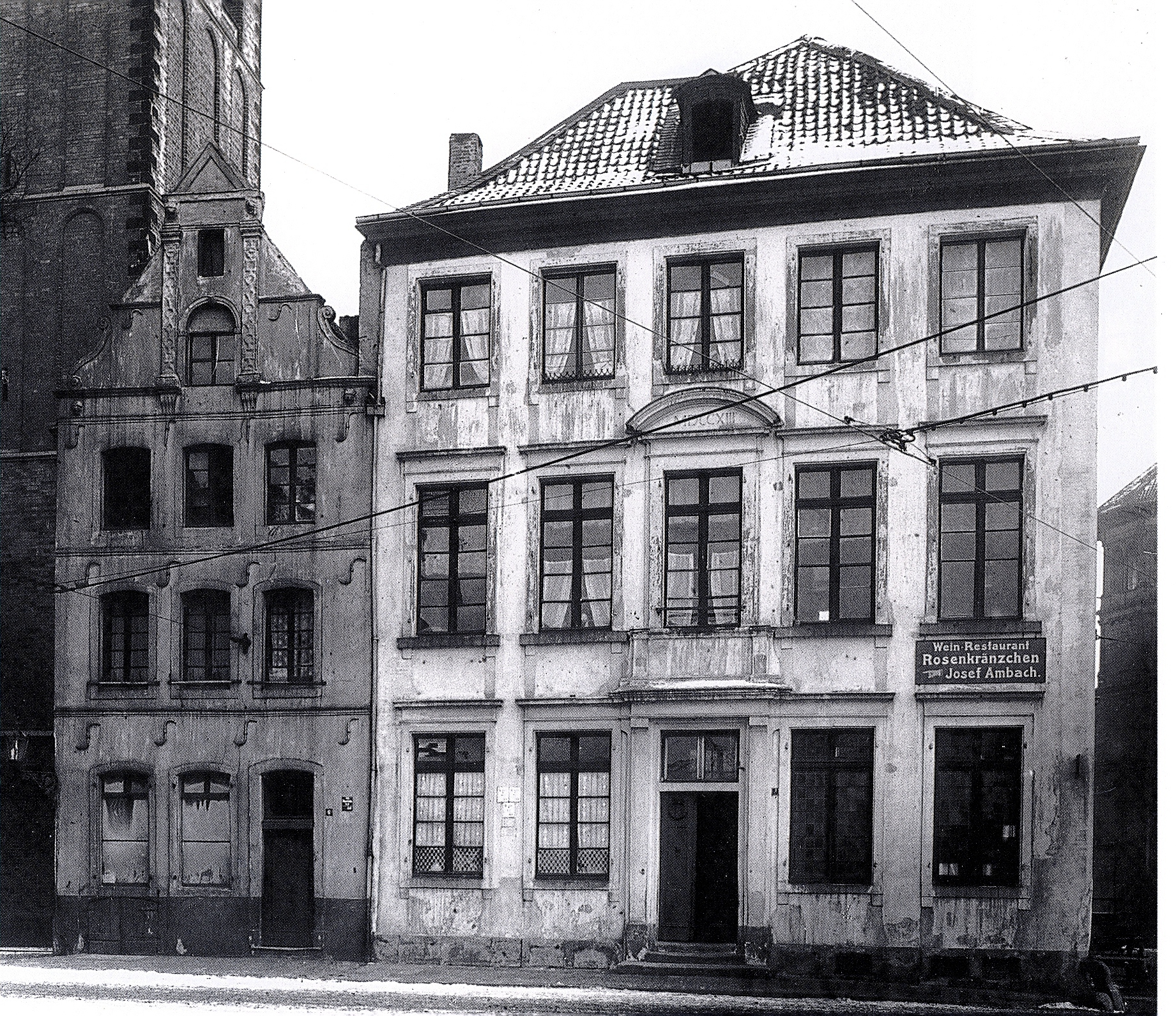
Haus „Zur Stadt Rom“ (links) und Douvenhaus (rechts), um 1911
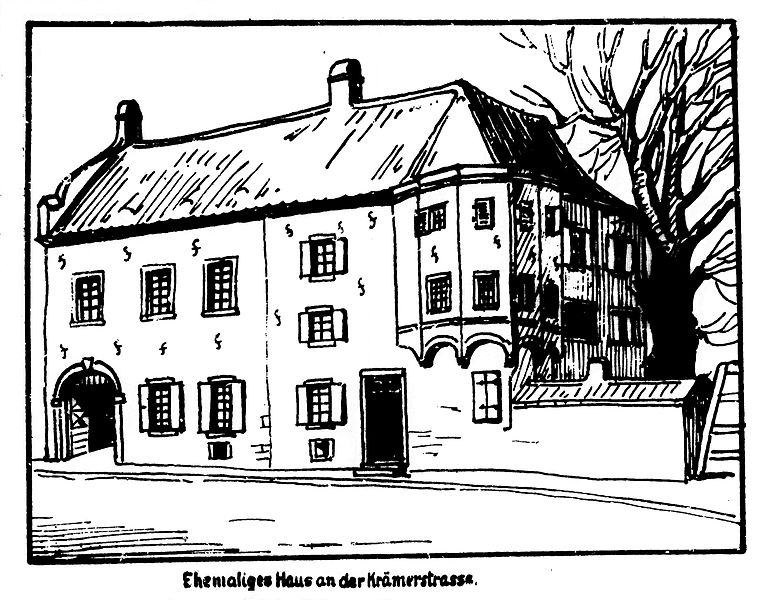
Skizze stellt vermutlich Haus Nr. 18 dar